# Stary Dzików
Stary Dzików phát âm [ˈstarɨ ˈd͡ʑikuf] (tiếng Ukraina: Старий Диків) là một ngôi làng ở Lubaczów, Subcarpathian Voivodeship, ở phía đông nam Ba Lan. Đó là khu vực hành chinh của Gmina Stary Dzików. Nó nằm cách khoảng 17 kilômét (11 mi) về phía tây bắc của Lubaczów và 71 km (44 mi) về phía đông của thủ phủ khu vực Rzeszów.
Làng có dân số là 1.320 người. Tên gọi của ngôi làng có nguồn gốc từ lợn rừng (tiếng Ba Lan: dzik) đã từng đi lang thang trong rừng địa phương. Có một lâu đài săn bắn nhỏ ở Dzików vào thời Trung cổ, được xây dựng lại như một trang viên phòng thủ, và cuối cùng biến thành nhà máy bia vào thế kỷ 19.

## Lịch sử
Đề cập đầu tiên về Stary Dzików xuất hiện trong biên niên sử của Jan Długosz có từ năm 1469, khi ngôi làng thuộc về gia đình Ramsz. Vào đầu thế kỷ 16, khu định cư được mua bởi thống đốc tỉnh Stanisław Odrowąż của huy hiệu Odrowąż. Vào cuối thế kỷ 16, ngôi làng trong một thời gian ngắn là tài sản của hoàng gia, sau đó được mua lại bởi các gia đình quý tộc sau: Sieniawscy, Czartoryscy, Zamoyscy và Tarnowscy. Stary Dzików đã mất đặc quyền thị trấn của mình trong Phân vùng Ba Lan năm 1772. Trước Thế chiến II, Stary Dzików là một ngôi làng đông dân với khoảng 2.500 cư dân nơi người ta có thể chứng kiến cuộc sống hài hòa của các cộng đồng Ba Lan, Do Thái và Ukraine.

### Chiến tranh Thế giới II
Sau cuộc xâm lược Ba Lan năm 1939, quân Đức Quốc xã đã phá hủy giáo đường. Vào tháng 6 năm 1940, một trại lao động cưỡng bức đã được thiết lập bên ngoài thị trấn cho lao động nô lệ Do Thái, với khoảng 1.000 tù nhân được chuyển đến từ trại ở Cieszanów. Nó là một phần của hệ thống các trại của Khu bảo tồn Lublin liên kết với Bełżec trước sự kiện Giải pháp cuối cùng. Vào tháng 11 năm 1940, trại ở Dzików đã bị giải thể, và tất cả các tù nhân của nó đã tuần hành đến một điểm đến không xác định. Tổng cộng chỉ có 100 người Do Thái địa phương sống sót sau vụ thảm sát Holocaust. Cộng đồng người Ukraine đã bị di dời vào năm 1947. Sự hiện diện trước đây của họ trong khu vực này được đánh dấu bởi Giáo hội Thống nhất có từ năm 1904.
Năm 2007, Andrzej Wajda, đạo diễn và nhà sản xuất phim nổi tiếng nhất Ba Lan, đã sử dụng ngôi làng này làm bối cảnh trong quá trình sản xuất bộ phim mới nhất của ông Katyń về vụ thảm sát Katyn năm 1940.